# طوخ الخيل
قرية طوخ الخيل هي إحدى القرى التابعة لمركز المنيا بمحافظة المنيا في جمهورية مصر العربية. حسب إحصاءات سنة 2006، بلغ إجمالي السكان في طوخ الخيل 27903 نسمة، منهم 14641 رجلا و13262 امرأة.